# Fore River Shipyard
Il Fore River Shipyard di Quincy nello stato del Massachusetts è stato un importante cantiere navale degli Stati Uniti non lontano da Boston. Il cantiere è stato impiantato nel 1900 e ha chiuso i battenti nel 1986.

## Storia
La zona dove il cantiere è stato impiantato aveva una vecchia tradizione di costruzioni navali poiché la costruzione delle prime imbarcazioni risale al 1696.
La Fore River Engine Company venne costituita nel 1884, da Thomas Augustus Watson, un vecchio assistente di Alexander Graham Bell. Nel 1900 l'azienda che aveva ancora modeste dimensioni impiantò un cantiere navale a 3 km dai precedenti stabilimenti. L'impianto presentava il vantaggio della vicinanza al porto di Boston, collegamenti marittimi e buone possibilità di ampliamento.
Nello stesso anno venne varata la prima nave costruita in acciaio nella regione.
L'azienda, la cui denominazione all'epoca era Fore River Ship & Engine Company ebbe negli anni seguenti una rapida espansione con il varo di incrociatori, cacciatorpediniere sommergibili corazzate e navi mercantili.
Una parte dell'attività del cantiere venne svolta in sinergia con la Electric Boat de Groton con la costruzione di parti di sommergibili, collaborazione che sarebbe durata a lungo. Tra le realizzazioni dello stabilimento il veliero Thomas W. Lawson, la più grande nave a vela della storia.
Nel 1913 la Bethlehem Steel, che forniva l'acciaio per la costruzione della corazzata argentina Rivadavia, non avendo la Fore River Ship & Engine Company la liquidità sufficiente per acquistare l'acciaio necessario alla realizzazione, rilevò il cantiere per 4,8 milioni di dollari, assumendo un ruolo importante tra le imprese di costruzioni navali.
Nel corso della prima guerra mondiale il cantiere, conosciuto con la denominazione Bethlehem Fore River, continuò a espandere la propria attività, arrivando a 15000 impiegati, e in prossimità del cantiere principale venne impiantato un secondo stabilimento, conosciuto con il nome di Squantum. L'impresa era specializzata nella produzione in serie di cacciatorpediniere e la Bethlehem Fore River ebbe durante il conflitto il primato nella costruzione di questo tipo di imbarcazioni, con 71 realizzazioni, più di tutti i cacciatorpediniere realizzati in tutti i cantieri americani messi insieme, con 35 realizzazioni nel cantiere Squantum e 36 nello stabilimento di Fore River.
Al termine del conflitto la produzione dello stabilimento di Squantum cessò mentre nello stabilimento di Fore River proseguì la produzione di navi sia mercantili sia militari e nello stabilimento venne realizzata la portaerei USS Lexington, costruita sullo scafo di una nave progettata inizialmente come incrociatore da battaglia, consegnata alla US Navy il 14 dicembre 1927.
Durante gli anni della grande depressione l'attività del cantiere ebbe un rallentamento e il cantiere in tale periodo si specializza anche nelle riparazioni navali.
Nel 1938 il programma di ammodernamento della US Navy vede una ripresa delle attività. L'azienda che al momento dell'attacco di Pearl Harbor contava 17 000 dipendenti, nel corso della seconda guerra mondiale realizzò nei suoi stabilimenti numerose navi militari, specializzandosi nella parte finale del conflitto nella realizzazione di navi da sbarco e di scorta raggiungendo nel 1943 32 000 impiegati, tra cui molte donne.
Terminato il conflitto il cantiere dopo avere soddisfatto gli ultimi ordini del governo con la realizzazione di due incrociatori pesanti della Classe Des Moines rallenta notevolmente la sua attività e nel 1955 si lascia sfuggire la commessa della realizzazione delle portaerei Classe Forrestal la cui realizzazione viene affidata alla Newport News Shipbuilding.
Negli stabilimenti vengono realizzati due navi a propulsione nucleare, gli incrociatori lanciamissili Bainbridge e Long Beach.
La Bethlehem Steel annuncia nel 1963 la messa in vendita del cantiere che venne rilevato dalla General Dynamics Corporation, proprietaria degli stabilimenti Electric Boat di Groton nel Connecticut assumendo la denominazione Quincy Shipbuilding Division.
Il cantiere nonostante numerose realizzazioni, a causa degli elevati costi nel 1986 venne messo in liquidazione con il conseguente licenziamento dei 7 000 lavoratori.
I macchinari vennero venduti e i locali utilizzati come deposito per imprese di lavori pubblici, mentre per un certo periodo venne avviata in una parte del cantiere l'attività di demolizione.